# Cocoon for the Golden Future
『Cocoon for the Golden Future』（コクーン・フォー・ザ・ゴールデン・フューチャー）は、Fear, and Loathing in Las Vegasのフルアルバム。2022年10月26日にゲッティング・ベター・レコーズ（JVCケンウッド・ビクターエンタテインメント）から発売された。

## 概要
本作は、Fear, and Loathing in Las Vegasの7枚目となるフルアルバムである。前作『HYPERTOUGHNESS』より約2年11か月ぶりの作品となり、CDには2020年以降に配信リリースされた「Shape of Trust」、「Evolve Forward in Hazard」、「One Shot, One Mind」、「Repaint」、「Tear Down」の5曲、及び10月1日に先行配信された「Get Back the Hope」を含む全11曲が収録される。
アルバムタイトルの「Cocoon for the Golden Future」は直訳すると「黄金の未来への繭」となるが、これは「環境が変わっていくなかでの適応／順応」や「次の段階への準備」というテーマがあり、そこから考えていった結果である。Minami（Key,etc.）は「Chrysalis（さなぎ）」よりも「Cocoon（繭）」の方が馴染みがあり分かりやすいと思ったと語っている。また次回作のタイトルのイメージが既に出来上がっており、そこに持っていくための準備という意味もある。
なお本作より、レーベルをゲッティング・ベター・レコーズ（JVCケンウッド・ビクターエンタテインメント）へ移籍してのリリースとなる。

## 背景・製作
前作「HYPERTOUGHNESS」より約3年もリリース間隔が空いたが、これは新型コロナウイルスが流行しツアーが組めない状況が続いたためで、アルバムをリリースした後にツアーが行えないのであれば難しいとの判断であった。
間隔があいたことについてMinamiは「もともとは定期的にアルバムを出して、リリース・ツアーをして......というのが続いていたので、それが3年もできないということは初めてだったんですよ。次にいつアルバムを出してツアーできるのかなっていう状況が続いてたので、とりあえずリリースすることができるのが嬉しいです。やっとできるっていう感じです」とコメントしている。一方で、間隔があいたことで時間をかけて作ることが出来たという側面もあり、「いろいろ新しい要素も入れられましたし、それでいてラスベガスらしい部分もあって、内容が詰まったアルバムになったんじゃないかと思います」とも語っている。
楽曲制作に関しては今まで通りの手法と変わっておらず、Minamiが曲のテーマやイメージをマネージャーから与えられ、それをもとにネタを作りマネージャーと形にしていくという流れで行われた。また手順や機材という部分で以前よりも整っており、ダビング・パートのフレーズ作成などの一連の流れも落ち着いてきたという。
なお本作のレコーディングに際して新しいギターが数本購入されており、ダビングの際にそれを用いて弾く、フレーズごとにギターを変える等を行いサウンドに幅が広がっている。マネージャーは前作の制作時には気持ち的に全く余裕がなかったために、リリース後に改めて聴いてみたところギターの音色の偏りが気になったと語っており、今作のレコーディングが始まる前にギターを増やそうと思っていたという。また配信シングルの曲を先に制作しその都度新たな機材を増やしていったため、アルバム収録曲の中でも音のアプローチが異なっている。

## 発売形態
直筆サイン入り完全生産限定盤A、直筆サイン入り完全生産限定盤B、完全生産限定盤A、完全生産限定盤B、通常版の全5形態での発売となる。
限定盤には2021年10月20日に開催された「『Dance & Scream』サブスク解禁記念ワンマン・ライヴ」のライブ映像が収録される他、2022年3月から6月まで開催された「FaLiLV Shuffle Tour 2022 前編」のツアー・オフショット映像、本作に収録予定の楽曲3つのミュージック・ビデオ等を含めた特典映像およそ110分が収録される予定。また限定盤の特典として、「FaLiLV Shuffle Tour 2022」のツアー・オフショットを収めた64枚のフォトブック、スペシャル歌詞ブックも付属された。
なお、フォトブックにメンバー直筆のサインが描かれた「直筆サイン入り完全生産限定盤」は数量限定の予約制販売となっており、予約数が上限に達した段階で受付終了となった。
また全形態共通の特典として、「『Dance & Scream』サブスク解禁記念ワンマン・ライヴ」で使用されたSEがダウンロードできるストリーミングカードとジャケット写真ステッカーが付属された。
| 形態                          | 規格                                  | 規格品番   |
| ----------------------------- | ------------------------------------- | ---------- |
| 直筆サイン入り完全生産限定盤A | CD＋BD＋フォトブック(直筆サイン入り)  | VIZL-2114  |
| 直筆サイン入り完全生産限定盤B | CD＋DVD＋フォトブック(直筆サイン入り) | VIZL-2115  |
| 完全生産限定盤A               | CD＋BD＋フォトブック                  | VIZL-2116  |
| 完全生産限定盤B               | CD＋DVD＋フォトブック                 | VIZL-2117  |
| 通常盤                        | CD                                    | VICL-65738 |

## プロモーション
「FaLiLV Shuffle Tour 2022 前編」初日である2022年2月26日の神戸Harbor Studioでのライブにて、2022年中に新アルバムをリリースし、ツアーを開催する予定であることが告知された。その後、同年8月30日に東京Zepp Hanedaで行われた「FaLiLV Shuffle Tour 2022 後編」初日公演にて、アルバムのタイトルや発売日、リリースツアーの日程などが正式に発表された。
9月15日、本作のアートワーク、収録楽曲等の詳細情報が公開され、収録曲「Ain't That So Awesome」のミュージック・ビデオの一部を含む限定盤映像のトレーラーがYouTubeチャンネルにて公開された。10月1日には本作の1曲目にリードトラックとして収録されている「Get Back the Hope」が各種ストリーミングサービスにて先行配信され、同時にミュージック・ビデオも公開された。
10月13日、アルバムリリースに伴い開催される「“Cocoon for the Golden Future” Release Tour 2022-2023」のチケット発売に合わせて、全国各地のコンビニエンスストアにてポスターが展開されることが発表された。詳細は以下の通り。なおポスター展開に当たり、後述の通り一部地域にてアーティスト写真が加工された。
| 掲載期間             | 種類                     | 地域       | 店舗数 |
| -------------------- | ------------------------ | ---------- | ------ |
| 10/11(火)～10/31(月) | A1ポスター               | 長野・新潟 | 443    |
| 10/11(火)～10/31(月) | A1ポスター               | 静岡       | 496    |
| 10/11(火)～10/31(月) | A1ポスター               | 東海       | 2,334  |
| 10/11(火)～10/31(月) | インフォメーションボード | 東北       | 1,189  |
| 10/11(火)～10/31(月) | インフォメーションボード | 北陸       | 551    |
| 10/11(火)～10/31(月) | インフォメーションボード | 中国       | 1,272  |
| 10/11(火)～10/31(月) | インフォメーションボード | 九州       | 1,078  |
| 11/1(火)～11/14(月)  | インフォメーションボード | 北海道     | 239    |
| 11/1(火)～11/14(月)  | インフォメーションボード | 関東・山梨 | 5,594  |
| 11/1(火)～11/14(月)  | A1ポスター               | 関西       | 2,649  |

同日、本作発売を記念してWEBメディア「激ロック」上に特設ページが公開された。同時にMinamiとマネージャーによるインタビューの第一弾が公開され、続く第2弾が10月25日、第3弾が11月10日にそれぞれ公開された。
10月23日、本作の発売を記念して彼らの地元・兵庫のラジオ局「Kiss FM KOBE」にて、特別番組「RADIVEGAS Special」が放送された。時間帯は18:00～19:55で、メンバーから本作やワンマン・ツアー、「MEGA VEGAS」等について語られた他、アルバムに収録されている新曲「Trap by the Nervous」がRadio Edit Ver.で初公開された。その他にも、アルバムの発売に前後して各地方のラジオ番組等にメンバーが出演する予定となっている。詳細は以下の通り。
| 日時         | 局・媒体     | 番組                                | 出演                         |
| ------------ | ------------ | ----------------------------------- | ---------------------------- |
| 10月20日(木) | ZIP-FM       | LACHIC CENTURY SESSION              | So                           |
| 10月23日(日) | Kiss FM KOBE | RADIVEGAS Special                   | So、Taiki、Tomonori、Tetsuya |
| 10月24日(月) | K-mix        | K-mix Wiz.                          | So                           |
| 10月25日(火) | FM802        | EVENING TAP                         | So、Taiki                    |
| 10月27日(木) | 17LIVE       | 西川貴教のニシナナLIVE              | So、Taiki                    |
| 10月28日(金) | ZIP-FM       | ESSENTIAL MUSIC                     | So                           |
| 10月31日(月) | RKBラジオ    | さえのわっふる                      | So                           |
| 11月4日(金)  | ZIP-FM       | ESSENTIAL MUSIC                     | So                           |
| 11月4日(金)  | CROSS FM     | FRIDAY SPECIAL BAYSIDE SHOCK        | So（電話出演）               |
| 11月5日(土)  | AIR-G’       | 龍・拡・散                          | So（コメントのみ）           |
| 11月16日(水) | FM大阪       | J3 Wednesday～Midnight Master Key～ | So、Taiki                    |

またアルバム発売を記念して、TOWER RECORDSの新宿店、渋谷店、秋葉原店、名古屋パルコ店、梅田NU茶屋町、神戸店にて10月25日から11月7日（名古屋パルコ店のみ10月31日まで）までの期間でライヴ・フォト・パネル展が開催されている。

### アーティスト写真の加工
前述の通り、本作リリースツアーの開催に伴ってポスターが各地のコンビニエンスストアにて展開されることとなったが、その際に用いられるアーティスト写真について北海道、関東、関西では一部修正が加えられたことが明かされた。理由はアーティスト写真に写るTaiki（Gt.）の胸毛にNGが出たためであり、着ているデニムジャケットのボタンが閉められて胸毛が見えないようにされたものが展開されることとなった。
これを受けて、Twitter上では「胸毛NG」が一時トレンド入りするなど反響が広がり、ファンからは「胸毛NGなの面白すぎる」「写真の加工上手すぎ！」「ファンからしたら胸毛も魅力の一つですよ！」「加工されたポスター探してみます！」といった声が寄せられた。

## 評価・成績

### チャート成績
オリコンチャート集計では初週（2022年11月07日付）で5,892枚を売り上げ、「オリコン週間 CDアルバムランキング」にて週間13位を獲得した。オリコンチャートに公式に集計されるようになった『NEXTREME』以降、初めてTOP10圏外を記録した。「オリコン週間 合算アルバムランキング」では初週6,683ptを記録し、週間13位を獲得した。一方、Billboard JAPAN集計では初週（2022/11/02 公開）で6,012枚の売り上げを記録し「Billboard Japan Top Albums Sales」で8位を獲得、『NEXTREME』以降連続かつ通算7作目となるTOP10入りを果たした。

### 批評
- 激ロック編集部の山本真由は、「彼らの貪欲な探求心がさらに花開いたようなアルバムとなった」とコメントをしており、「ディスコやユーロビートなどの'80s／'90sリヴァイヴァル、トレンドのEDMやK-POPなど、派手で煌びやかな要素も取り入れつつ、ギターはしっかりメタルであり、ヘヴィに落とすところは落とすなど、緩急の落差もしっかりしていて飽きさせない。ラップや朝鮮語の歌詞なども、ネタ的にならずにガッツリ本格的に取り組んでいるのもすごい。改めて、型に収まらないFear, and Loathing in Las Vegasというバンドの存在の大きさに気づかされる作品だ」と本作を評した[34]。
- 音楽ライターの荒金良介はReal Soundにて、「『Cocoon for the Golden Future』は、間違いなく次のフェーズに進んだラスベガスが刻まれているように思う」とコメントし、「過去作を優に凌ぐ、とんでもないパワーが秘められている」と本作を評した[35]。
- 音楽ライターの山口哲生は、「韓国語を取り入れつつダンス・ミュージック要素を強化した“Ain’t That So Awesome”や、メタルコア濃度高めで重量感激増な“Tear Down”もあれば、 “Interude”ではジャズも飛び出し、多幸感たっぷりのクローザーで昇天させる怒涛の全11曲」とコメントし、「彼ららしいハイボルテージなカオスを繰り広げながらも、従来よりもメリハリが効いていて、よりドラマティックに深化している」と本作を評した[36]。
- ライターのヤコウリュウジはrockin'onにて、「約3年ぶりのリリースとなるフルアルバムは溜まりまくったフラストレーションとその間に張り巡らせたイマジネーションを爆発させ、ラウドとエレクトロを掛け合わせたサウンドをより磨き上げた多彩かつハイエナジーな全11曲が収録されている」とコメント、「ともすれば同じような耳触りになってしまうラウドミュージックにおいて、他にない輝きを放ち続けるには訳があるのだ。来年には結成15年目を迎えるが、まだまだ底知れない可能性を感じさせてくれる」と本作を評した[37]。

## 収録内容

### 全形態共通
| #         | タイトル                                            | 作詞  | 作曲・編曲 | 時間 |
| --------- | --------------------------------------------------- | ----- | ---------- | ---- |
| 1.        | 「Get Back the Hope」                               |       |            | 3:08 |
| 2.        | 「Evolve Forward in Hazard」                        |       |            | 3:26 |
| 3.        | 「Shape of Trust」                                  |       |            | 3:43 |
| 4.        | 「Ain't That So Awesome」                           |       |            | 3:39 |
| 5.        | 「One Shot, One Mind」                              |       |            | 3:33 |
| 6.        | 「Interlude」                                       |       |            | 2:12 |
| 7.        | 「Tear Down」                                       |       |            | 3:51 |
| 8.        | 「Repaint」                                         |       |            | 3:52 |
| 9.        | 「Gas Will Blow You Away as Only Brakes is Boring」 |       |            | 3:42 |
| 10.       | 「Trap by the Nervous」                             |       |            | 3:45 |
| 11.       | 「Luck Will Be There」                              |       |            | 3:40 |
| 合計時間: | 合計時間:                                           | 38:35 |            |      |

### 完全生産限定盤特典
| #   | タイトル                                          | 作詞 | 作曲・編曲 | 「｢Dance & Scream｣サブスク解禁記念ワンマンライブ」 at EX THEATER ROPPONGI |
| --- | ------------------------------------------------- | ---- | ---------- | ------------------------------------------------------------------------- |
| 1.  | 「Burn the Disco Floor with Your "2-step"!!」     |      |            |                                                                           |
| 2.  | 「Hey Girl!! Why Not Party Like a Bitch!?」       |      |            |                                                                           |
| 3.  | 「Rave-up Tonight」                               |      |            |                                                                           |
| 4.  | 「Take Me Out!!」                                 |      |            |                                                                           |
| 5.  | 「Evolve Forward in Hazard」                      |      |            |                                                                           |
| 6.  | 「Stray in Chaos」                                |      |            |                                                                           |
| 7.  | 「Shape of Trust」                                |      |            |                                                                           |
| 8.  | 「Just Awake」                                    |      |            |                                                                           |
| 9.  | 「Beyond the End」                                |      |            |                                                                           |
| 10. | 「Why Couldn't I Say The Last Goodbye to You?」   |      |            |                                                                           |
| 11. | 「Keep the Heat and Fire Yourself Up」            |      |            |                                                                           |
| 12. | 「Because You Are Here」                          |      |            |                                                                           |
| 13. | 「One Shot, One Mind」                            |      |            |                                                                           |
| 14. | 「My Dear Lady, Will You Dance With Me Tonight?」 |      |            |                                                                           |
| 15. | 「Solitude X'mas」                                |      |            |                                                                           |
| 16. | 「The Sun Also Rises」                            |      |            |                                                                           |
| 17. | 「Twilight」                                      |      |            |                                                                           |
| 18. | 「Love at First Sight」                           |      |            |                                                                           |

| #  | タイトル                                                                                           | 作詞 | 作曲・編曲 |
| -- | -------------------------------------------------------------------------------------------------- | ---- | ---------- |
| 1. | 「FaLiLV Shuffle Tour 2022 BEHIND THE SCENE SHOTS (BEHIND THE SCENE SHOTS)」(#1: オフショット映像) |      |            |
| 2. | 「Tear Down」(#2-4: ミュージックビデオ)                                                            |      |            |
| 3. | 「Get Back the Hope」                                                                              |      |            |
| 4. | 「Ain't That So Awesome」                                                                          |      |            |

## インストゥルメンタル・アルバム
2023年3月29日、本作のインストゥルメンタル・アルバムである「Cocoon for the Golden Future(Instrumental ver.)」が配信限定アルバムとして各種ストリーミングサービスにて発売された。

### 収録内容
| #         | タイトル                                            | 作詞  | 作曲・編曲 | 時間 |
| --------- | --------------------------------------------------- | ----- | ---------- | ---- |
| 1.        | 「Get Back the Hope」                               |       |            | 3:08 |
| 2.        | 「Evolve Forward in Hazard」                        |       |            | 3:26 |
| 3.        | 「Shape of Trust」                                  |       |            | 3:43 |
| 4.        | 「Ain't That So Awesome」                           |       |            | 3:39 |
| 5.        | 「One Shot, One Mind」                              |       |            | 3:31 |
| 6.        | 「Tear Down」                                       |       |            | 3:51 |
| 7.        | 「Repaint」                                         |       |            | 3:52 |
| 8.        | 「Gas Will Blow You Away as Only Brakes is Boring」 |       |            | 3:43 |
| 9.        | 「Trap by the Nervous」                             |       |            | 3:45 |
| 10.       | 「Luck Will Be There」                              |       |            | 3:40 |
| 合計時間: | 合計時間:                                           | 36:18 |            |      |

## 曲解説
1. Get Back the Hope
先行配信シングル。
2. Evolve Forward in Hazard
配信シングル。
3. Shape of Trust
配信シングル。
4. Ain't That So Awesome
ミュージック・ビデオが制作され、本作のトレーラーでも一部が視聴可能（全編を公開する予定はないとのこと）である[14][15]。
楽曲の前半部分はバンド・サウンドが入っておらず、楽器隊のTaikiとTetsuyaはRapに挑戦している他、Soはクリーンパートで朝鮮語の歌詞を歌唱しているなど、Minamiは「攻めた感じの曲」であると語る。ギターを使用しない分、EDMのキック音やシンセ音などの強い音が出せるようになったとのことで、また制作にあたってはK-POPやEDM、具体的にはBLACKPINKなどを参考にしたという[38]。
朝鮮語を取り入れた理由について、マネージャーは『今まで英語で歌ってきているのでそれに慣れているんですけど、それが韓国語になって、聴く人が"ここちょっと英語じゃなくて韓国語っぽい"って思うのもアリだよなって。実際入れてみて良かったというか、英語とは違う違和感がありつつ、かといって受け入れられない感じでもない気がして』と語っており、Minamiも「音がハマるんだったら全然あり」だと思ったとのこと。朝鮮語で歌うに際して、Soは韓国人の友人に協力してもらったという[38]。
5. One Shot, One Mind
配信シングル。
6. Interlude
フューチャリスティックな曲調から始まり、後半部分はウッド・ベースとピアノというジャジーで懐古的な曲調へと変化していく楽曲となっている。当初の構想ではドラム、ピアノ、ベースからなるトラックを想定していたが、難航した結果前記のような構成に落ち着いたという[38]。Minamiは参考にしたアーティストにKobaryoを挙げており、Kobaryo本人もSNS上で反応を示した[39]。
7. Tear Down
配信シングル。
8. Repaint
配信シングル。
9. Gas Will Blow You Away as Only Brakes is Boring
過去作品の9曲目と比較すると強引なテンポ・チェンジはなく、マネージャー曰く「そこまで変態度は高くない」楽曲となっているが、Minamiがニュー・スタイルのシャウトに挑戦するなど実験的な要素を取り入れている。Minamiは「"同じシャウトでも声の違いとか、ちょっと新しい感じを出したいよね"っていう話が出て、自分としても新しい声の表現を作れたらいいなと思っていたので、いろいろ試してみたんです。その流れがあって、低めのシャウトで少し出し方の違う声とかも出せるようになったので、そういう部分に注目して聴いてほしいですね」と語っている[40]。
歌詞のテーマは「真面目さとチャラさのバランスをうまく取って、面白い人間になれたらいいよね」という部分にあり、マネージャー曰く「真面目すぎてもダメだし、チャラすぎてもダメっていうことの例えとして、"アクセル"と"ブレーキ"を使っているんです」とのことである[40]。
10. Trap by the Nervous
『Feeling of Unity』収録の「Ignite Your Frail Mind」以来となる日本語歌詞が含まれており、特にSoが歌うクリーンパートは全てが日本語詞となっている。当初は「One Shot, One Mind」を日本語歌詞にする予定であったがタイアップとの関係で断念となり、代わりにアルバム用に日本語歌詞の楽曲を制作するという話になったという。曲自体は「Get Back the Hope」と同時期に出来上がっていたとのこと[41]。
11. Luck Will Be There
「Trap by the Nervous」と同じく日本語歌詞が含まれている[41]。

## 演奏・スタッフ
| Fear, and Loathing in Las Vegas - So - Clean Vocal - Scream Vocal - Guitar(#1) - Wind Synthesizer(#10) - Minami - Scream Vocal - Rap - Keyboard - Guitar(#8) - Taiki - Guitar - Scream Vocal - Chorus - Rap(#4) - Tomonori - Drums - Percussion - Tetsuya - Bass Guitar - Chorus - Rap(#4) | Production - Kai Kuzuyama - Direction - Management - Yasuhisa Kataoka - Recording - Mixing - Tucky (Tucky's Mastering Inc) - Mastering - Akira Omachi - Instruments Sound Co-ordinate - Yutty (KISS OF DEATH) - Art direction - Design - Yuji Ono - Photograph - Yusaku Ishimaru - Hair - Make-up - Kentaro Harada - Styling - Chisa Koune - A&R - Yusuke Iwata - Product Manager - Yohei Saito - Sales Promotion - Kenji Ibata - Digital Promotion - Yuichiro Soshi - Package Coodination - Nana Nishizawa - Package Coodination |

## タイアップ・メディアでの使用
※起用順
Shape of Trust
- NHN PlayArt スマートフォン向けゲーム『A.I.M.$ -All you need Is Money-』キャラクターソング(Mr.ジャッジメント)[43]
- テレビ東京系特別番組『ウソかホントかわからない やりすぎ都市伝説 2021冬スペシャル』オープニングテーマ

Evolve Forward in Hazard
- 関西テレビ系テレビドラマ「新・ミナミの帝王～銀次郎の愛した味を守れ！～」主題歌[44]

One Shot, One Mind
- 関西テレビ系プロ野球中継番組『カンテレ プロ野球中継2021』テーマソング[45]

Repaint
- アプリゲーム「バンドリ! ガールズバンドパーティ!」アーティストタイアップ企画第2弾コラボ曲[46]
- スマートフォンゲームアプリ『新日本プロレスSTRONG SPIRITS』CMソング[47]
- テレビ朝日系プロレス中継番組『ワールドプロレスリング』他新日本プロレス各大会会場ヴィジョン開場前CMソング[47]

Tear Down
- ソニー・ピクチャーズ エンタテインメント配給映画『バイオレンスアクション』挿入歌[48]

## ツアー
以下の日程でワンマンでのリリースツアーが開催される予定である。
| “Cocoon for the Golden Future” Release Tour 2022-2023 | “Cocoon for the Golden Future” Release Tour 2022-2023 |
| 2022年                                                | 2022年                                                |
| ----------------------------------------------------- | ----------------------------------------------------- |
| 11月17日（木）                                        | 新潟 LOTS                                             |
| 11月18日（金）                                        | 金沢 EIGHT HALL                                       |
| 11月20日（日）                                        | 富山 MAIRO                                            |
| 12月01日（木）                                        | 京都 MUSE                                             |
| 12月02日（金）                                        | 大阪 Zepp Osaka Bayside                               |
| 12月04日（日）                                        | 周南 RISING HALL                                      |
| 12月06日（火）                                        | 柏 PALOOZA                                            |
| 12月07日（水）                                        | 神奈川 KT Zepp Yokohama                               |
| 12月11日（日）                                        | 北海道 Zepp Sapporo                                   |
| 2023年                                                |                                                       |
| 01月13日（金）                                        | 福岡 Zepp Fukuoka                                     |
| 01月14日（土）                                        | 広島 BLUE LIVE HIROSHIMA                              |
| 01月17日（火）                                        | 神奈川 CLUB CITTA’ 川崎                               |
| 01月19日（木）                                        | 東京 Zepp Haneda                                      |
| 01月21日（土）                                        | 静岡 LIVE ROXY SHIZUOKA                               |
| 01月22日（日）                                        | 名古屋 Zepp Nagoya                                    |
| 01月27日（金）                                        | 仙台 Sendai PIT                                       |
| 01月28日（土）                                        | 福島 郡山HIPSHOT JAPAN                                |
| 02月11日（土）                                        | 高松 festhalle                                        |
| 02月12日（日）                                        | 松山 SALONKITTY                                       |
| ツアーファイナル公演                                  |                                                       |
| 03月10日（金）                                        | 神戸 ワールド記念ホール                               |

## チャート
| チャート                         | 最高 順位 |
| -------------------------------- | --------- |
| オリコン デイリーアルバム        | 4         |
| オリコン 週間CDアルバム          | 13        |
| オリコン 合算アルバム            | 13        |
| オリコン ROCKアルバム            | 2         |
| オリコン デジタルアルバム        | 9         |
| Billboard Japan Hot Albums       | 10        |
| Billboard Japan Top Albums Sales | 8         |
| Billboard Japan Download Albums  | 11        |